# +Europa
+Europa (en français Plus d’Europe, italien : Più Europa ou +Europa, +Eu) est un parti politique italien, libéral et europhile, fondé en janvier 2019, appartenant à la coalition de centre gauche. La liste est conduite par Emma Bonino, qui dirige les Radicaux italiens et ancienne ministre. De 2017 à 2019, il s'agit d'une coalition électorale.

## Création
+Europa a été lancée en novembre 2017, pour concourir aux élections générales de 2018 au sein de la coalition de centre gauche, alliée au Parti démocrate (PD). Les membres fondateurs étaient deux partis libéraux et pro-européens : les Radicaux italiens (RI), dont les principaux membres sont Emma Bonino (ancienne ministre du Commerce International et des Affaires Étrangères), Riccardo Maggi et Marco Cappato, et Forza Europa (FE), dirigé par Benedetto Della Vedova, ancien membre des RI, élu en 2013 avec Futur et liberté pour l'Italie (FLI) et plus tard passé au Choix civique pour l'Italie. Le RI et FE ont été rejoints par des membres individuels du groupe parlementaire Civici e Innovatori-Energie per l'Italia (CI), formé d'anciens membres du Choix civique (deux députés CI, Andrea Mazziotti et Stefano Dambruoso, adhéraient déjà à FE).
Angelo Bonelli, coordinateur de la Fédération des Verts, avait auparavant proposé aux Radicaux une liste commune avec le Camp progressiste (CP) de Giuliano Pisapia, nommée Écologie, Europe, droits. Cependant, Pisapia déclare qu'il ne se représente pas aux élections et annonce la fin du CP, alors que les Radicaux organisent Plus d'Europe.
Au début du mois de janvier 2018, Bonino et Della Vedova annoncent que Plus d'Europe se présenterait comme liste indépendante pour des raisons techniques en raison des nouvelles lois électorales. Alors que la direction du PD réfléchit pour trouver une solution à ces problèmes, le 4 janvier, Bruno Tabacci, chef du centriste, démocrate-chrétien et pro-européen Centre démocrate (CD), annonce que son parti rejoint la coalition Plus d'Europe avec le PD pour surmonter ces problèmes,,.
Plus tard en janvier, Plus d'Europe s'élargit aussi à Area Progressista (AP), un petit parti de gauche issu de la dissolution du Camp progressiste,. Toujours en janvier, Bonino annonce officiellement l'alliance avec le centre gauche.
Son premier congrès est réuni à Milan du 25 au 27 janvier 2019. Lors du vote, c’est Benedetto Della Vedova qui en est élu secrétaire battant Marco Cappato.[réf. nécessaire]
. Après cette défaite, Cappato quitte le parti.

## Composition
| Parti             | Principale idéologie    | Leader/s               |
| ----------------- | ----------------------- | ---------------------- |
| Radicaux italiens | Libéralisme             | Emma Bonino            |
| Forza Europa      | Libéralisme             | Benedetto Della Vedova |
| Centre démocrate  | Centrisme               | Bruno Tabacci          |
| Area Progressista | Socialisme démocratique | Michele Ragosta        |

## Résultats électoraux

### Élections générales

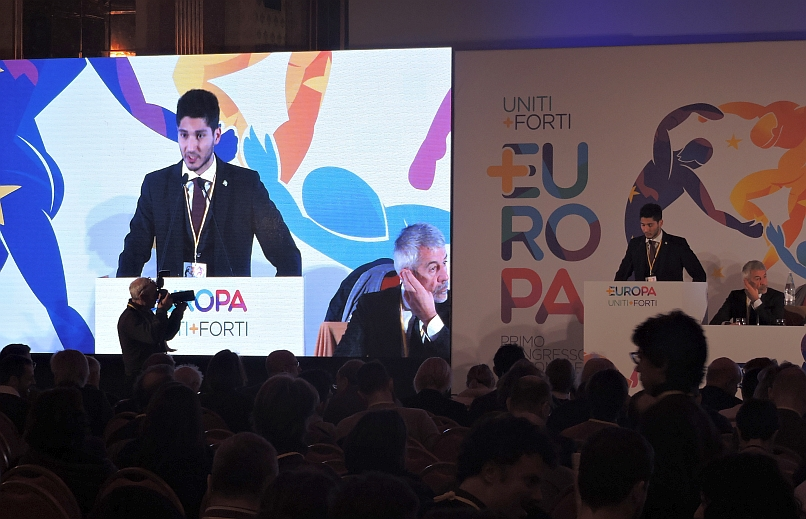
Congrès de +Europa à Milan en 2019 : intervention du Mouvement fédéraliste européen.

En 2018, la coalition, avec 2,6 % des voix, ne dépasse pas le seuil de 3 % ce qui l'écarte de la répartition des sièges mais lui permet néanmoins de conquérir trois sièges au scrutin uninominal : Emma Bonino est ainsi élue au Sénat tandis que Riccardo Magi et Bruno Tabacci le sont à la Chambre. Enfin son meilleur résultat est obtenu dans la circonscription Europe ce qui permet l'élection d'un quatrième parlementaire radical Alessandro Fusacchia.
| Année | Chambre des députés | Chambre des députés | Sénat | Sénat   | Rang | Gouvernement |
| Année | %                   | Mandats             | %     | Mandats | Rang | Gouvernement |
| ----- | ------------------- | ------------------- | ----- | ------- | ---- | ------------ |
| 2018  | 2,55                | 3 / 630             | 2,36  | 1 / 314 | 7e   | Opposition   |
| 2022  | 2,83                | 2 / 400             | 2,94  | 0 / 200 | 8e   | Opposition   |

### Élections européennes
| Année | Voix    | %    | Sièges | Rang |
| ----- | ------- | ---- | ------ | ---- |
| 2019  | 833 202 | 3,11 | 0 / 76 | 6e   |